# Sola scriptura
Sola scriptura (на латински: „само чрез Писанието“) е християнска теологична доктрина, поддържана от повечето протестантски християнски деноминации, по-специално от лутеранската и реформираната традиции, която поставя Библията като единствения безпогрешен източник на авторитет за християнската вяра и практика. Католическата църква смята Sola scriptura за инославно, а повечето Православни църкви - за противоречащо на духа на Църквата.
Sola scriptura е формален принцип на много протестантски християнски деноминации. Тя е основополагащ доктринален принцип на протестантската реформация, поддържан от много от реформаторите, които учат, че удостоверяването на автентичността на Писанието се ръководи от забележимото съвършенство на текста, както и от личното свидетелство на Светия Дух в сърцето на всеки човек.
Докато значението на Писанията е опосредствано чрез много видове подчинени авторитети – като обикновените преподавателски служби на църквата, икуменическите вероизповедания, съветите на Католическата църква или дори лично специално откровение – sola scriptura, за разлика от това, отхвърля всеки безпогрешен авторитет, различен от Библията.  Според този възглед всички небиблейски авторитети произлизат от авторитета на писанията или са независими от писанията и следователно подлежат на реформа в сравнение с учението на Библията.
За разлика от това, протестантските традиции на англиканството, методизма и петдесятничеството поддържат доктрината, че Писанието е осветено от традицията и разума (prima scriptura). Методистите смятат, че разумът трябва да бъде очертан от опита, въпреки че последният е класически заведен под първия и се ръководи от разума. Източноправославната църква твърди, че „приемането на книгите на канона означава също приемане на продължаващия воден от Духа авторитет на църковната традиция, която признава, тълкува, почита и се коригира чрез свидетелството на Светото писание“. Католическата църква официално счита традицията и писанието за равни и за образуващи един депозит, и счита магистериума за живия орган, който тълкува споменатия депозит.  По този начин Римският магистерий служи на Традицията и Писанието като „един общ източник [...] с два различни начина на предаване“,  докато някои протестантски автори го наричат „двоен източник на откровение“.
Много протестанти искат да разграничат възгледа, че писанието е единственото правило на вярата и идеята за изключване на други източници ( nuda scriptura ), от възгледа, преподаван от Лутер и Калвин, че само писанието е непогрешимо, без да се изключва църковната традиция в нейната цялост, гледайки ги като подчинени и министерски. 

## Същност
Sola scriptura е едно от петте solae, считани от някои протестантски групи за теологичните стълбове на Реформацията.  Ключовото значение на принципа е, че тълкуванията и приложенията на писанията нямат същия авторитет като самите писания; следователно авторитетът на църквата се разглежда като предмет на корекция от писанията, дори от отделен член на Църквата. 
Мартин Лутер , монах от 16-ти век и лидер на протестантската реформация, заявява, че „един прост мирянин, въоръжен с Писанието, е по-велик от най-могъщия папа без него“. По този начин намерението на Реформацията е да коригира това, което той твърди, че е грешката на католическата църква, като се позовава на уникалността на текстовия авторитет на Библията. Католическата доктрина се основава на свещената традиция , както и на писанието. Sola scriptura отхвърли твърдението, че на магистериума е даден непогрешим авторитет да тълкува както Писанието, така и традицията. 
Sola scriptura обаче не пренебрегва християнската история, традиция или църква, когато се стреми да разбере Библията. По-скоро разглежда църквата като тълкувател на Библията, regula fidei (въплътен в икуменическите вероизповедания) като тълкувателен контекст, а писанието като единствен окончателен авторитет по въпросите на вярата и практиката. Както казва Лутер, „Истинското правило е следното: Божието Слово ще установи символите на вярата и никой друг, дори ангел не може да направи това“.
Лутеранството учи, че Библията представя ясно всички доктрини и заповеди на християнската вяра; че писанието е обединено със силата на Светия Дух и с него не само изисква, но и създава приемането на неговото учение; че Библията съдържа всичко, което човек трябва да знае, за да получи спасение и да живее християнски живот.

## История
През 14-ти век Марсилий от Падуа вярва, че единственият авторитет за християнина са писанията, а не папата. Същата гледна точка е направена от Джон Уиклиф, който предвещава доктрината през 14 век. 
Йохан Рухрат фон Везел, Весел Гансфорт и Йоханес фон Гох също предвестяват протестантския възглед: те гледат на писанието като на единствения безпогрешен авторитет и отричат авторитета на папата или на църквата като непогрешим. Питър Абелар вярва, че човешкият разум е средство за разбиране на писанията, вместо да се подчинява на всичко, което католическата църква определя. 
Някои елементи от sola scriptura също са предсказани от Уилям от Окам и Джироламо Савонарола.

## Критики
След отделянето на протестантските църкви от Римокатолическата църква, сравнително новата идея за sola scriptura беше подложена на сериозна критика от страна на католиците и православните християни. В своя The Shape of Sola Scriptura от 2001 г., реформираният християнски писател Кийт А. Матисън споменава няколко скорошни примера за такива критици. В отговор Матисън разграничава това, което смята за истинската доктрина на sola scriptura, от „субективната и индивидуалистична версия“ на доктрината, която повечето протестанти са възприели. 
В книгата „Католицизъм и наука“ от 2008 г. авторите Питър М. Дж. Хес и Пол Алън пишат, че sola scriptura е „по своята същност разногласие“, цитирайки разговора в Марбург, където Мартин Лутер и Улрих Цвингли обсъждат истинското присъствие на Христос в Евхаристията на базата на писанията, но са неспособни да постигнат съгласие относно тайнствения съюз. Хес и Алън твърдят, че когато писанието се разглежда като единствен източник на безпогрешно учение, неговото тълкуване е обект на погрешно тълкуване и без безпогрешен тълкувател не е възможна сигурност на християнската вяра. 
Римокатолическата енциклопедия на теологията отбелязва, че тъй като 27-те книги, които съставляват новозаветния канон на писанията, не се основават на списък от писания, който удостоверява, че са вдъхновени, тяхната легитимност би било невъзможно да се разграничи със сигурност, без да се позовава на друг непогрешим източник, като магистериума на Католическата църква , който събра и удостовери този списък на Синода в Рим и Синода в Картаген (IV век). Преди това компилирана и автентифицирана Библия, както е известна сега, все още не е съществувала. 
Американският римокатолически писател Дейв Армстронг пише, че има няколко примера за Исус и неговите апостоли, приемащи устна и извънбиблейска традиция в Новия завет: 
- Позоваването на "Той ще се нарече Назарянин" не може да бъде намерено в Стария завет, но е "говорено от пророците" ( Матей 2:23). Това пророчество, което се смята за „Божието Слово“, се предава устно, а не чрез Писанието.
- В Матей 23:2-3 Исус учи, че книжниците и фарисеите имат легитимна, обвързваща власт, основана „на седалището на Мойсей“, но тази фраза или идея не може да се намери никъде в Стария завет. Намира се в (първоначално устната) Мишна , която учи за нещо като „приемство в учението“ от Мойсей.
- „Както Яний и Ямврий се противопоставиха на Мойсей“ ( 2 Тимотей 3:8). Тези двама мъже не могат да бъдат намерени в свързания старозаветен пасаж (Изход 7:8 и сл.) или където и да е другаде в Стария завет.
- В Посланието на Юда се споменава спор между Архангел Михаил и Сатана за тялото на Моисей (9 глава), което не се споменава другаде в Библията и е извлечено от устната еврейска традиция.

Армстронг твърди, че тъй като Исус и апостолите признават авторитетната еврейска устна традиция, християните не могат да оспорват легитимността и авторитета на устната традиция. Въпреки това, според писанието, Исус също предизвиква някои създадени от човека еврейски традиции. Но католиците също правят подобно разграничение днес между Свещената традиция , която се счита за непогрешима, и по-низшите църковни традиции или дисциплини, които могат да бъдат обект на промяна. Според католическата гледна точка човек може да знае какво принадлежи към Свещената традиция и какво е църковна традиция или дисциплина, като се консултира с Учителството на Църквата . Разликата между двете според католическата гледна точка е, че Свещеното Предание е апостолско и е част от депозита на вярата, докато църковните традиции и дисциплини не са.